# Норвич, Джон
Джон Джулиус Купер, 2-й виконт Норвич (англ. John Julius Cooper, 2nd Viscount Norwich; 15 сентября 1929 — 1 июля 2018) — британский исторический писатель, автор многочисленных книг по истории и популярных путеводителей.

## Биография
Единственный сын британского политика-консерватора Даффа Купера и светской знаменитости Дианы Купер (англ.). По линии отца являлся потомком Вильгельма IV и его метрессы Дороти Джордан. Внучатый племянник герцога Файфа, женатого на сестре короля Георга V.
Получил образование в Колледже Верхней Канады в Торонто (Канада), в Итонском колледже и Страсбургском университете. Служил в Королевском флоте. Получил учёные степени в Новом колледже (Оксфорд).
После завершения образования работал в Министерстве иностранных дел Великобритании. Последовательно служил в Югославии и Ливане, был участником британской делегации на конференции по разоружению в Женеве. После смерти отца в 1954 году унаследовал титул виконта Норвича, пожалованный Даффу Куперу в 1952 году. В качестве виконта являлся членом Палаты лордов британского парламента.
В 1964 году оставил дипломатическую службу и занялся историей и литературой, написал несколько книг в популярном стиле. В рецензии на работу отмечалось, что в книгах порой встречаются небольшие допущения и отклонения от реальных событий, однако они не имеют значения учитывая общее качество рассказа. Историк Джудит Фландерс в некрологе, опубликованном в The Guardian, писала, что многие академические историки «выстраивались в очередь, чтобы отдать своё уважение его работам». Его книгу по истории Византии византинист М. А. Поляковская оценила очень высоко. Рецензия вышла в 2001 году, и тогда автор писала, что было бы неплохо увидеть её на русском языке. Российский историк-италовед И. Е. Эман в рецензии на книгу «История Сицилии» назвала Норвича «специалистом по итальянскому Средневековью и Возрождению».
Помимо сочинительства, Норвич активно работал на Би-би-си, где был автором и ведущим 30 документальных фильмов, в том числе: «Падение Константинополя», «Сто дней Наполеона», «Кортес и Монтесума», «Древности Турции», «Максимилиан Мексиканский», «Мальтийские рыцари», «Гибель Наполеона IV в зулусской войне».

## Личная жизнь
Первой женой Норвича была Энн Фрэнсис Мэй Клиффорд, дочь Бида Клиффорда; у них была дочь, Артемис Купер, историк, и сын, Джейсон Чарльз Дафф Бид Купер, архитектор. После развода Норвич женился во второй раз, на Мэри (Макинс) Филиппс, дочери 1-го барона Шерфилда.
Норвич также был отцом Аллегры Хьюстон, родившейся от его романа с американской балериной Энрикой Сома, когда она была замужем за американским кинорежиссером Джоном Хьюстоном.
Большую часть своей жизни Норвич прожил в большом отдельно стоящем викторианском доме на Уорик-авеню, в самом сердце Маленькой Венеции в районе Мейда-Вейл в Лондоне, совсем рядом с Риджентс-каналом. Позже он переехал в квартиру в соседнем районе Бэйсуотер.
Он умер в госпитале короля Эдуарда VII в Лондоне 1 июня 2018 года в возрасте 88 лет.